# Jane Byrne

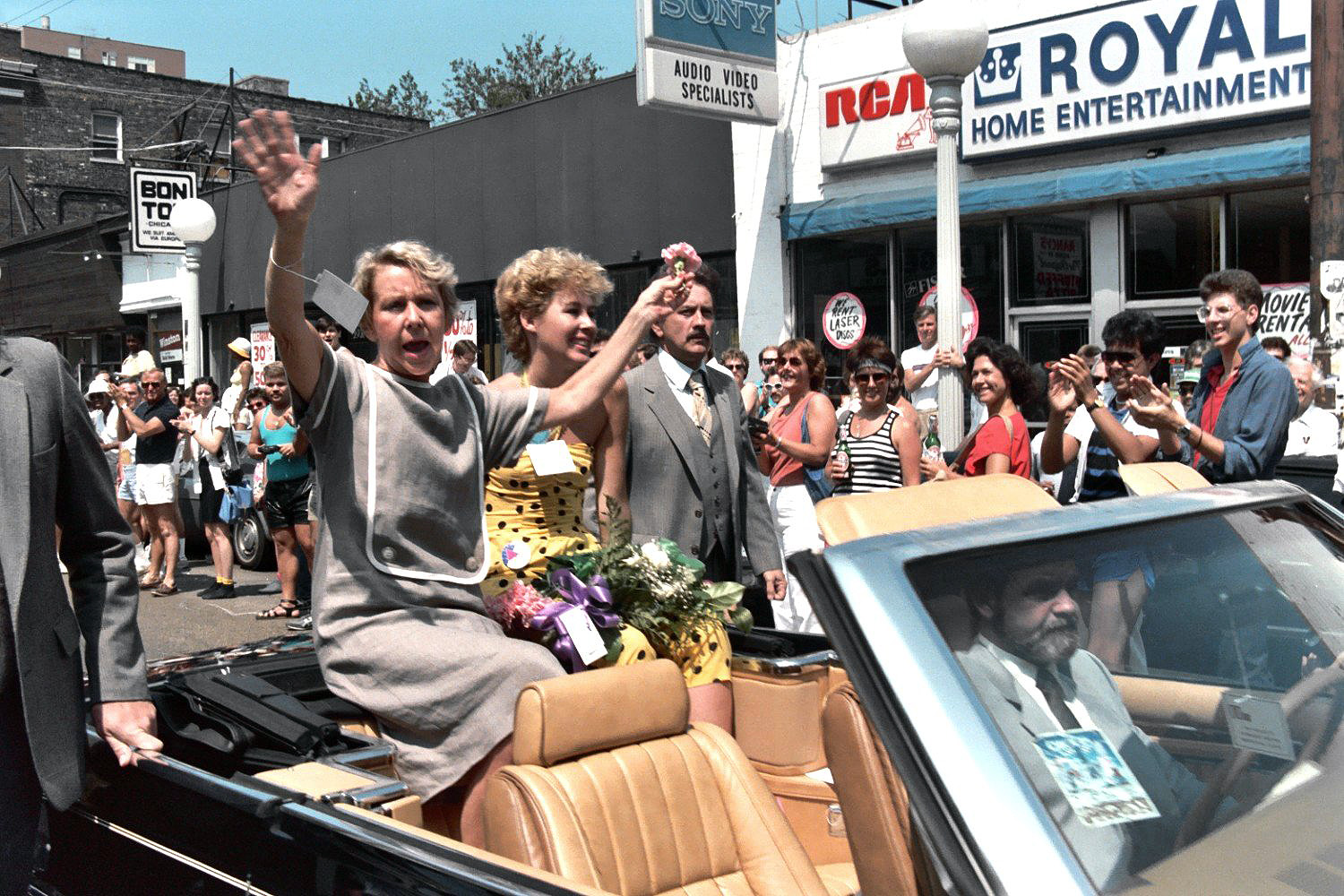
Jane Byrne

Jane Margaret Byrne (geborene Jane Margaret Burke; * 24. Mai 1934 in Chicago, Illinois; † 14. November 2014 ebenda) war eine US-amerikanische Politikerin der Demokratischen Partei, die 1979 erste Frau im Amt des Bürgermeisters von Chicago wurde.

## Leben
Die Tochter eines Managers aus der Stahlindustrie studierte nach dem Abschluss der Saint Scholastic High School in Chicago Chemie und Biologie am Saint Mary-of-the-Woods College in Indiana. Dieses Studium setzte sie dann am Barat College in Illinois fort und erwarb dort 1965 einen Bachelor of Science (B.S. Chemistry and Biology). 1968 wurde sie von Bürgermeister Richard J. Daley zur Leiterin des Amtes für Verbraucherschutz von Chicago ernannt und 1976 von Daleys Nachfolger Michael A. Bilandic entlassen.
Bei der Vorwahl (Primary) zur Aufstellung des demokratischen Bürgermeisterkandidaten 1979 kandidierte sie gegen Bilandic als parteiinterne Gegnerin und gewann die Vorwahl. Ein Grund für die Wahlniederlage von Bilandic war sein in der Bevölkerung kritisiertes Missmanagement beim Chicago Blizzard im Jahr 1979.
Am 16. April 1979 wurde sie als Nachfolgerin von Bilandic schließlich die erste Frau im Amt des Bürgermeisters von Chicago. Sie ermöglichte die Dreharbeiten für den Film Blues Brothers in Gegenleistung für eine Spende für ein Kinderheim. Gemeinsam mit dem Unternehmer Charlie Soo setzte sie sich 1981 für die Renovierung des West Argyle Street Historic District ein, einem Denkmalschutzgebiet in der Uptown von Chicago.
Bei der Vorwahl 1983 unterlag sie gegen ihren parteiinternen Herausforderer und Mitglied des US-Repräsentantenhauses aus Illinois Harold Washington, der am 29. April 1983 als erster Afroamerikaner Nachfolger von Jane Byrne als Bürgermeister Chicagos wurde.
Im Anschluss zog sie sich aus dem politischen Leben zurück und verfasste 1992 ihre Memoiren unter dem Titel My Chicago.